# Bruine boeboekuil
De bruine boeboekuil (Ninox theomacha) is een lid van de familie Strigidae; het is een endemische vogelsoort uit Nieuw-Guinea.

## Beschrijving
De bruine boeboekuil is een kleine, chocoladebruine uil van 27 cm. Deze uil heeft een bijna egaal bruine borst en buik en felgele ogen.

## Leefwijze
Het is vooral een predator op grote insecten die soms 's avonds wordt waargenomen bij straatlantaarns om insecten te vangen.

## Voorkomen en leefgebied
Deze uil, die in het Engels Papuan Boobook heet, komt voor in het gehele eiland, in het laagland en bergland van West-Papoea, Papoea (Indonesië) en Papoea-Nieuw-Guinea. De vogel is minder algemeen in laagland en komt voor tot op een hoogte van 2500 m boven de zeespiegel. De uil komt ook voor op de omliggende eilanden Misool, Waigeo, D'Entrecasteaux-eilanden, Tagula en Rossel.
Het is een vrij algemene vogel van regenwoud, secondair bos en tuinen.
De soort telt drie ondersoorten:
- N. t. goldii: D'Entrecasteaux-eilanden.
- N. t. theomacha: grote delen van het hoofdeiland van Nieuw-Guinea en de Raja Ampat-eilanden.
- N. t. rosseliana: de Louisiaden.

## Status
Hij staat als niet bedreigd op de Rode Lijst van de IUCN.